# Ellingham (Norfolk)
Ellingham – wieś w Anglii, w hrabstwie Norfolk, w dystrykcie South Norfolk. Leży 21 km na południowy wschód od Norwich i 154 km na północny wschód od Londynu.
Miejscowość liczy 532 mieszkańców.